# Тита (город)
Тита́ (яп. 知多市 Тита-си) — город в Японии, расположенный в центральной части префектуры Айти на полуострове Тита. Основан 1 сентября 1970 года путём предоставления посёлку статуса города. Большая часть города — отвоёванные у моря земли, где расположен нефтеперерабатывающий завод и ТЭС.
По состоянию на 1 октября 2019 года в городе проживало 83 891 человек в 35 798 домах, а плотность населения - 1828 человек на км2. Общая площадь города составляла 45,90 квадратных километров (17,72 квадратных миль).